# (870) Manto
(870) Manto – planetoida z pasa głównego asteroid okrążająca Słońce w ciągu 3 lat i 197 dni w średniej odległości 2,32 au. Została odkryta 12 maja 1917 roku w Landessternwarte Heidelberg-Königstuhl w Heidelbergu przez Maxa Wolfa. Nazwa pochodzi od wróżki Manto z mitologii greckiej. Przed nadaniem nazwy planetoida nosiła oznaczenie tymczasowe (870) 1917 BX.